# Кабінет міністрів
Кабіне́т Міні́стрів — найвищий орган виконавчої влади уряду, який здійснює адміністративно-розпорядчі функції у сфері державного управління. У ряді країн найвищий орган виконавчої влади може мати іншу назву.
Кабінет міністрів є колегіальним органом. Колегія кабінету міністрів складається з міністрів, які очолюють галузеві міністерства. Основні, найважливіші державні рішення приймаються на раді міністрів шляхом прямого голосування. Нормативно-правові акти приймаються постановами кабінету міністрів, підписаними Прем'єр-міністром.
Відповідно до теорії держави і права, державна влада має три гілки: законодавчу, виконавчу і судову. Саме виконавчою владою і є кабінет міністрів, по суті своїй представляє уряд країни, що діє в межах законодавчих актів, прийнятих найвищим законодавчим органом (парламент, сенат, конгрес, кнесет, меджліс та інше).